# Sunflower (The Beach Boys)
| Recensione                               | Giudizio |
| ---------------------------------------- | -------- |
| AllMusic                                 | [ 1 ]    |
| Blender                                  | [ 2 ]    |
| Christgau's Record Guide                 | A−       |
| Entertainment Weekly                     | B+       |
| Encyclopedia of Popular Music            | [ 5 ]    |
| MusicHound Rock                          | 3.5/5    |
| Pitchfork (Sunflower/Surf's Up ristampa) | 8.9/10   |
| The Rolling Stone Album Guide            | [ 7 ]    |
| Piero Scaruffi                           | 6/10     |
| Sputnikmusic                             | 5/5      |

Sunflower è il sedicesimo album in studio del gruppo musicale statunitense The Beach Boys, pubblicato negli Stati Uniti il 31 agosto 1970. Questo album ha segnato il passaggio di contratto dalla storica Capitol Records alla Reprise Records.
L'album raggiunse il 151º posto in classifica, restando nella top 200 per quattro settimane soltanto, diventando così il peggior insuccesso commerciale di un disco in studio originale dei Beach Boys fino a M.I.U. Album del 1978 (che ottenne il medesimo risultato). In Gran Bretagna il disco fu accolto positivamente e arrivò alla ventinovesima posizione in classifica, ottenendo un risultato commerciale più dignitoso.
Con il passare degli anni, l'album ha goduto di una costante rivalutazione da parte di critica e pubblico. Nel 2003, la rivista Rolling Stone lo ha inserito alla posizione numero 380 della lista dei migliori 500 album di tutti i tempi da loro redatta.
Sunflower è stato ristampato in versione CD sia singolarmente che in abbinamento con l'album Surf's Up.

## Descrizione

### Origine
I Beach Boys raggiunsero il loro minimo di popolarità alla fine degli anni '60, e la loro rilevanza culturale fu particolarmente peggiorata dalla loro immagine pubblica, che rimase incongrua con la musica "più pesante" dei loro coetanei. Pubblicato dalla Capitol Records nel febbraio 1969, l'ultimo album della band, 20/20, aveva venduto meglio del precedente Friends (1968). Tuttavia, i membri del gruppo rimasero gravati da un enorme debito che era stato in parte il risultato di due tournée disastrose nel 1968. Le sedute di registrazione per il prossimo disco ebbero inizio nel gennaio 1969 e furono prodotte collettivamente dai Beach Boys ma anche individualmente da Brian Wilson e Carl Wilson, Bruce Johnston, Al Jardine e Dennis Wilson. Nel corso dell'anno registrarono circa quattro dozzine di tracce in studio, con titoli di lavorazione presi in considerazione per il nuovo album quali Reverberation, Sun Flower e Add Some Music.
Il 12 aprile i Beach Boys intentarono una causa contro la Capitol per royalties e diritti di produzione non pagati per un importo di 2 milioni di dollari. In un comunicato stampa, annunciarono anche che avrebbero rimesso in attività la loro etichetta Brother Records. Il 16 aprile il direttore della sezione A&R della Capitol Karl Engemaan scrisse una lettera al manager della band Nick Grillo, indicando che il gruppo e l'etichetta erano ancora interessati a rinnovare il contratto. Engemaan chiese al gruppo di essere pronto a pubblicare il nuovo album (allora noto con i titoli provvisori The Fading Rock Group Revival o Reverberation) per il primo maggio.
Nel 1969 Brian era sempre più noto per il suo carattere solitario e il suo comportamento eccentrico, che da lì in poi influenzò la sua reputazione all'interno dell'industria musicale. Grillo faticò a trovare un'altra grande etichetta interessata a mettere sotto contratto il gruppo, come ricordò: "Brian era famoso a quel punto e i dirigenti dell'etichetta discografica trovarono la band troppo rischiosa da mettere sotto contratto". Poiché i Beach Boys rimanevano molto popolari nel Regno Unito, Grillo tentò di assicurarsi un contratto internazionale con una compagnia europea. Nel corso della prima metà del 1969, i Beach Boys continuarono a fare tournée e si impegnarono sempre di più in concerti di beneficenza presso ospedali e penitenziari.
Il contratto con la Capitol scadde il 30 giugno, con un altro album ancora in programma, dopo di che l'etichetta cancellò il catalogo dei Beach Boys dalla stampa, tagliando di fatto il loro flusso di royalty.
Il 18 novembre il dirigente della Warner Bros. Mo Ostin acconsentì a fare firmare la band con la loro etichetta sussidiaria Reprise Records. L'accordo fu mediato da Van Dyke Parks, un ex collaboratore di Brian che all'epoca lavorava come dirigente multimediale presso la Warner Music Group. Il contratto stipulato dalla Reprise prevedeva il coinvolgimento proattivo di Brian con la band in tutti gli album. Un'altra parte dell'accordo era quella di far rivivere la Brother Records.

### Registrazione
Dopo la pubblicazione del loro ultimo album, 20/20, Dennis Wilson fu il primo membro dei Beach Boys a tornare in sala di incisione, producendo cinque tracce nei primi due mesi del 1969: Forever, San Miguel, Got to Know the Woman, What Can the Matter Be?, e Celebrate The News. Anche Deirdre di Bruce Johnston venne registrata durante queste sessioni. Nei primi giorni di marzo, l'intera band si recò poi in studio per incidere Loop de Loop e All I Wanna Do, e completare Forever di Dennis.
Successivamente il gruppo lavorò su Break Away, prossimo singolo dei Beach Boys scritto da Brian Wilson e suo padre Murry, che utilizzò lo pseudonimo "Reggie Dunbar". La canzone si rivelò un fiasco in U.S.A., dove raggiunse la posizione numero 63 in classifica, ma un piccolo successo in Gran Bretagna dove salì fino al numero 6.
Dopo aver completato Break Away, il gruppo partì per una tournée in Europa. Al loro ritorno, registrarono altre due nuove composizioni di Dennis Wilson, Slip on Through e I'm Going Your Way.
Tra l'ottobre e il novembre 1969, furono registrate Walkin, Games Two Can Play, Add Some Music to Your Day, When Girls Get Together, Soulful Old Man Sunshine, Raspberries, Strawberries, This Whole World, e Tears in the Morning. In aggiunta, la band incise altre nove nuove canzoni: Susie Cincinnati, Fallin' in Love, Carnival, I Just Got My Pay, Take a Load Off Your Feet, Good Time, Back Home, e Our Sweet Love. Durante queste sessioni venne messo su nastro anche un demo al pianoforte della canzone dei Beatles You Never Give Me Your Money.
Nel luglio 1970 i Beach Boys completarono gli ultimi due brani per Sunflower: It's About Time e Cool, Cool Water, che venne incisa su richiesta di Lenny Waronker, allora dirigente A&R alla Warner Music, il quale sentendo il demo della canzone che risaliva ai tempi di SMiLE, ne restò ammaliato e convinse Wilson a completare la traccia e ad includerla in Sunflower.

### Copertina
La foto della band in copertina, che comprende tutti e sei i membri del gruppo con relativi figli, fu scattata sul campo da golf del ranch di famiglia di Dean Martin (l'Hidden Valley Ranch) situato nei pressi di Thousand Oaks nella Contea di Ventura, in California. Il figlio di Dean, Ricci Martin, era amico della band, e quindi propose ai Beach Boys di scegliere il ranch del padre come location per la foto di copertina dell'album, che vede la presenza anche della figlia di Brian Wilson, Carnie, del primogenito di Al Jardine, Matthew, dei figli di Mike Love Hayleigh e Christian, e di Jonah, il figlioletto di Carl Wilson.
Le foto interne presenti nell'edizione originale in vinile dell'LP furono scattate dal fotografo/designer Ed Thrasher sul retro degli studi della Warner Brothers.

## Pubblicazione
Il 23 febbraio 1970, come primo singolo estratto dall'album in uscita, fu pubblicata Add Some Music to Your Day (B-side Susie Cincinnati). Alla Reprise erano così entusiasti del disco che convinsero i rivenditori a venderne più copie di quelle di qualsiasi altro artista nel loro catalogo. Ciò lo rese il 45 giri più venduto nella storia dell'etichetta. A marzo, Love fu ricoverato in ospedale dopo una dieta di tre settimane esclusivamente a base di acqua, succhi di frutta e yogurt – secondo gli insegnamenti del suo guru Maharishi Mahesh Yogi. Brian sostituì Love on the road in questo periodo. Egli ricordò: «Quando Mike Love era malato, andai con il gruppo a Seattle, Vancouver e nel Nord-Ovest per alcune esibizioni. Ho avuto paura per qualche minuto al primo spettacolo: era da un po' che non mi trovavo davanti a così tanta gente. Ma dopo aver iniziato a carburare, mi sono davvero ripreso. Sono stati i tre giorni più belli della mia vita, credo».
In aprile Add Some Music to Your Day raggiunse la posizione numero 64 negli Stati Uniti. I DJ in genere si rifiutavano di trasmettere la canzone alla radio, considerandola troppo "anacronistica". Nessun altro singolo tratto dall'album entrò in classifica negli Stati Uniti o nel Regno Unito.
Il 31 agosto 1970 Sunflower fu distribuito in America su etichetta Brother/Reprise. All'epoca, Brian disse a Rolling Stone: «Penso che abbiamo buttato giù almeno una buona canzone su [Sunflower]. Nel complesso il disco è buono, ma non mi soddisfa quanto vorrei. ... Ma tutto sommato, con un po' di buona trasmissione radiofonica, il disco dovrebbe avere molto successo». Invece, l'album divenne il meno venduto dei Beach Boys fino ad oggi, raggiungendo il numero 151 nelle classifiche discografiche statunitensi durante un soggiorno di quattro settimane. Il suo fallimento è stato attribuito in parte al fatto che i DJ delle radio rock FM consideravano le canzoni troppo convenzionali per le loro playlist. Il biografo David Leaf scrisse che i numeri delle vendite furono molto deludenti per i Beach Boys, e che Brian ne fu particolarmente colpito: "Quello, oltre alle vecchie cicatrici non guarite, fu un dolore che non riuscì a superare fino al 1976."
Nel Regno Unito Sunflower fu pubblicato nel novembre 1970 su etichetta Stateside Records con una scaletta dei brani lievemente modificata, e raggiunse la posizione numero 29.

## Tracce
Lato 1
1. Slip on Through – 2:17 (Dennis Wilson)
2. This Whole World – 1:56 (Brian Wilson)
3. Add Some Music to Your Day – 3:34 (B. Wilson, Joe Knott, Mike Love)
4. Got to Know the Woman – 2:41 (D. Wilson)
5. Deirdre – 3:27 (Bruce Johnston, B. Wilson)
6. It's About Time – 2:55 (D. Wilson, Carl Wilson, Bob Burchman, Al Jardine)

Lato 2
1. Tears in the Morning – 4:07 (Johnston)
2. All I Wanna Do – 2:34 (B. Wilson, Love)
3. Forever – 2:40 (D. Wilson, Gregg Jakobson)
4. Our Sweet Love – 2:38 (B. Wilson, C. Wilson, Jardine)
5. At My Window – 2:30 (B. Wilson, Jardine)
6. Cool, Cool Water – 5:03 (B. Wilson, Love)

### Tracce versione europea
Nel novembre 1970, un'etichetta sussidiaria della EMI, la Stateside Records, pubblicò Sunflower per il mercato europeo con una scaletta dei brani lievemente differente. Slip on Through fu sostituita con Cottonfields, mentre Got to Know the Woman e Deirdre furono posizionate in ordine inverso sul lato 1 del vinile.

## Formazione
The Beach Boys
- Al Jardine – voce, chitarra, schiocco di dita
- Bruce Johnston – voce, basso, RMI Electra Piano, piano, schiocco di dita
- Mike Love – voce; schiocco di dita
- Brian Wilson – voce, piano, Rocksichord, pianola, organo, sintetizzatore Moog, schiocco di dita
- Carl Wilson – voce, chitarra elettrica, chitarra acustica, Chamberlin, basso, Rocksichord, sitar elettrico, clavinet, schiocco di dita, percussioni aggiuntive
- Dennis Wilson – voce, piano, chitarra, batteria, bonghi, schiocco di dita, campanaccio, tamburello

Musicisti aggiuntivi
- Ed Carter – chitarra
- Daryl Dragon – organo, vibrafono, tack piano, clavicembalo elettrico, campane tubolari, basso
- Dennis Dragon – batteria, conga, campanaccio
- Carnie Wilson – cori in At My Window
- Julia Tillman – cori
- Carolyn Willis – cori
- Edna Wright – cori
- David Cohen – chitarra
- Jerry Cole – chitarra
- Al Casey – chitarra
- Ronald Benson – chitarra, mandolino
- Mike Anthony – chitarra elettrica
- James Burton – chitarra acustica
- Jack Conrad – chitarra, basso
- Ray Pohlman – basso
- Joe Osborn – basso
- Jimmy Bond – contrabbasso, basso elettrico
- Lyle Ritz – basso
- Mort Klanfer – basso
- Larry Knechtel – pianoforte
- Mike Melvoin – piano
- Gene Estes – batteria, glockenspiel, shaker
- John Guerin – batteria
- Earl Palmer – batteria
- Hal Blaine – batteria
- Frank Capp – tamburello, timpani
- Stan Levey – batteria, campanaccio
- John Audino – tromba
- Tony Terran – tromba
- Carl Fortina – concertina
- Igor Horoshevsky – violoncello
- Red Rhodes – pedal steel guitar
- Paul Beaver – sintetizzatore Moog
- Jay Migliori – flauto
- David Sherr – flauto
- Bernard Krause – sintetizzatore Moog
- Anatol Kaminsky – violino
- Sam Freed – violino
- Marvin Limonick – violino
- David Frisina – violino
- George Kast – violino
- Nathan Kaproff – violino
- Alexander Murray – violino
- Dorothy Wade – violino
- Spiro Stamos – violino
- Roy Tanabe – violino
- Shari Zippert – violino
- Jay Rosen – violino
- Virginia Majewski – viola
- Robert Ostrowsky – viola
- Alvin Dinkin – viola
- Allan Harstian – viola
- Edgar Lustgarten – violoncello
- Abe Luboff – contrabbasso